# Xavier Desgain

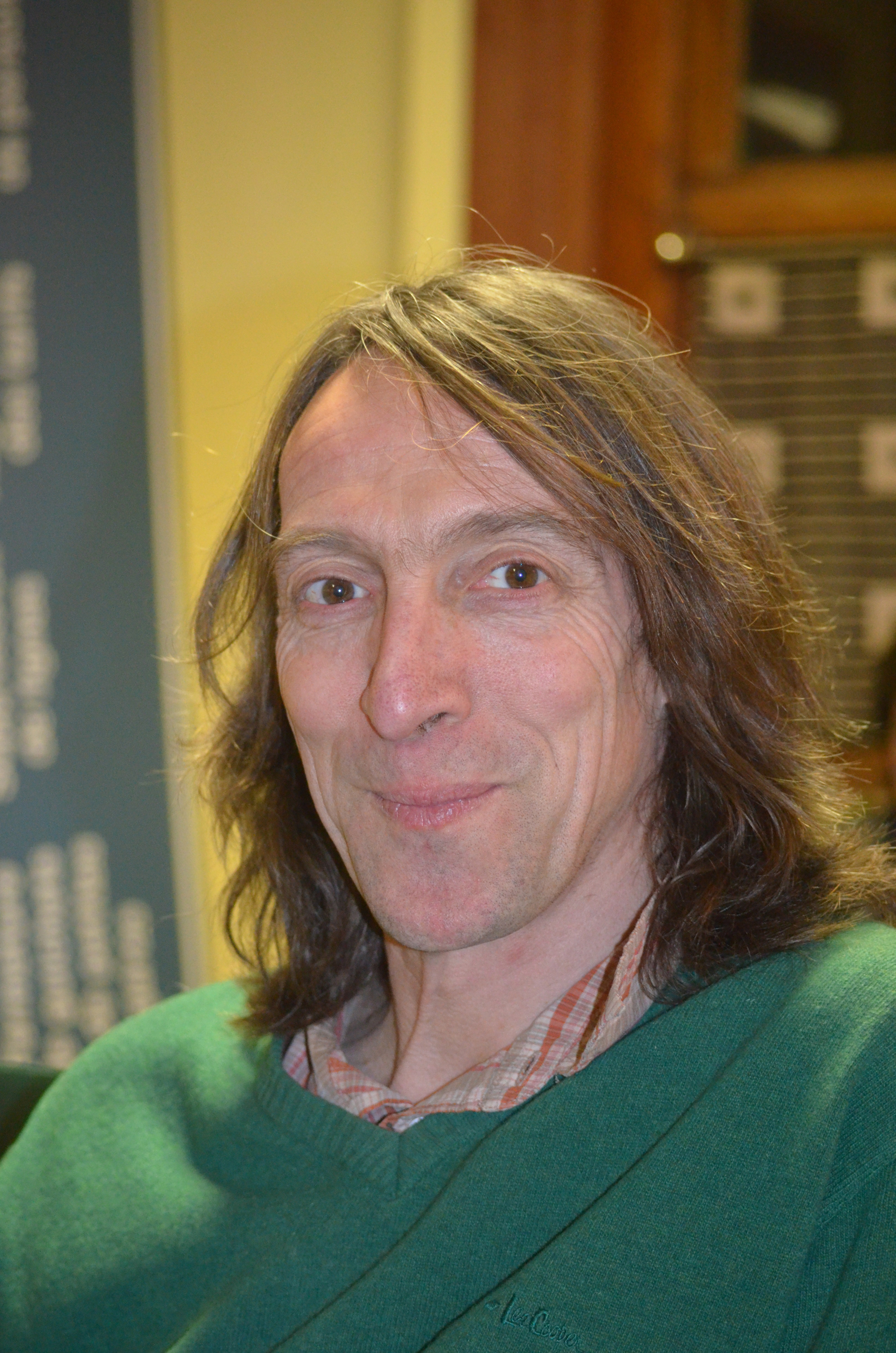
Xavier Desgain

Xavier Desgain (Charleroi, 29 april 1960) is een Belgisch politicus van Ecolo.

## Levensloop
Desgain werd agronoom ingenieur en onderzoeker. Van 1985 tot 1995 was hij eveneens parlementair assistent van Denise Nélis en van 1992 tot 1995 adviseur bij het Centre d'Etude et de Formation en Ecologie.
In 1982 was hij op 22-jarige leeftijd kandidaat voor Ecolo bij de gemeenteraadsverkiezingen in Montigny-le-Tilleul. Hij werd verkozen en behoorde hierdoor tot de eerste groene gemeenteraadsleden. Bij de gemeenteraadsverkiezingen van 1988 stelde hij zich kandidaat in Charleroi en werd verkozen tot gemeenteraadslid. Hij bleef dit tot in mei 1995.
In mei 1995 behoorde hij tot de eerste 75 rechtstreeks verkozen leden van het Waals Parlement en werd hierdoor ook lid van het Parlement van de Franse Gemeenschap. Hierdoor moest hij zijn mandaat van gemeenteraadslid neerleggen. Hij bleef parlementslid tot in 2004 en was van 1999 tot 2004 fractieleider in het Waals Parlement ter opvolging van Philippe Defeyt. In 2004 werd hij niet herkozen en werd vervolgens politiek secretaris van de Ecolo-afdeling in Charleroi. Ook werd hij fractiesecretaris van Ecolo in het Waals Parlement, politiek adviseur van de partij en onderzoeker bij het Centre Etopia, de studiedienst van Ecolo. 
Sinds 2006 is Desgain opnieuw gemeenteraadslid van Charleroi. Na de gemeenteraadsverkiezingen van 2018 werd hij er schepen. Van 2009 tot 2014 was hij ook nog eens lid van het Waals Parlement. Bij de verkiezingsnederlaag van Ecolo in mei 2014 verloor Desgain zijn parlementszetel. Daarna werd hij animator van de Ecolo-afdeling van het arrondissement Bergen en administratief medewerker van de Ecolo-Groen-fractie in de Kamer van volksvertegenwoordigers.
Ook was Desgain lid van het Comité van de Regio's.